# Francisco Casavella
Francisco Casavella, seudónimo de Francisco García Hortelano (Barcelona, 15 de octubre de 1963 - Barcelona, 17 de diciembre de 2008) fue un escritor español.

## Biografía
El autor nunca utilizó su nombre real para firmar sus obras por la coincidencia de sus apellidos con los del también novelista madrileño Juan García Hortelano (1928-1992), del que no era pariente, pero a quien leyó y admiró, por lo que decidió usar el apellido "Casavella" de su abuelo, ya que desechó la opción de usar el apellido de su abuela, "Franco", para no coincidir con el del fallecido dictador Francisco Franco.
Tras estudiar unos años Filosofía y Letras en la Universidad de Barcelona, estudios que no llegó a terminar, Casavella trabajó de botones en un banco de La Caixa. Allí se iniciaría, a escondidas y en sus ratos muertos, en la lectura de El gran momento de Mary Tribune (de Juan García Hortelano) y también de la nueva hornada de novelas norteamericanas. A lo largo de los años ochenta la firma de Francisco Casavella sería habitual en muchas revistas catalanas de música y cine y, sobre todo, en aquellas que seguían una estética afín a lo pop y lo underground. En esos años colaboraría de forma esporádica con las revistas Cairo, Discòlic, Ruta, Rockdelux, Ritmosis, CO & CO, El Manisero, Picadillo y Ajoblanco.
En esta última revista leería un reportaje de Vicente Gracia («Los chorizos autóctonos desbancados por los gans extranjeros») sobre El Chino de Barcelona, barrio que actualmente se conoce como Raval. Esta lectura inspiraría a Casavella para escribir El triunfo (1990) y lo animaría a colaborar en la segunda época de la revista. A partir de los años noventa colaboraría, de forma reiterada y habitual, con textos sobre cine y crítica literaria en El País y, entre 2001 y 2003, también en El Mundo.
Su trayectoria literaria se inicia a los 27 años al obtener el Premio Tigre Juan a la mejor novela inédita con la obra El triunfo (1990), y a esta le seguirían Quédate (1993), Un enano español se suicida en Las Vegas (1997), El secreto de las fiestas (1997) y la trilogía El día del Watusi, formada por Los juegos feroces (2002), Viento y joyas (2002) y El idioma imposible (2003), un fresco de Barcelona en el último cuarto del siglo XX, desde el chabolismo del tardofranquismo hasta las Olimpiadas de 1992 y los escándalos financieros de los años 90. En 2008 ganó el Premio Nadal con la última novela que publicó, Lo que sé de los vampiros, una tragicomedia de corte histórico ambientada en la Europa del siglo XVIII. Ha sido traducido a varios idiomas.
Fue guionista de la película Antártida (1995), primera obra del director Manuel Huerga, y de la película para televisión catalana Dues dones (1998, Enric Folch). 
Falleció el 17 de diciembre de 2008, a los 45 años, a consecuencia de un infarto de miocardio, solo once meses después de lograr el Premio Nadal.
En 2010 Ediciones Destino creó en su honor el Premio de novela Francisco Casavella, pues el año anterior desapareció la categoría de finalista del Premio Nadal, pero debido a las bajas ventas solo se celebraron cuatro ediciones de este nuevo certamen (de 2010 a 2013), y finalmente el Premio de novela Francisco Casavella dejó de convocarse tras la cuarta edición.

## Obras

### Estilo
El estilo de la narrativa de Francisco Casavella es uno de los más frescos de su generación. La crítica lo ha querido encuadrar en los usos literarios de la denominada Generación Nocilla o incluso en la Generación Kronen, y ciertamente comparte con ambos grupos un gusto por la estética urbana y por la baja cultura, y también una tendencia a incluir en sus novelas personajes de los bajos fondos (alcohólicos, mendigos, pobres, prostitutas). Casavella, sin embargo, transgrede las limitaciones de esta estética y desarrolla unas novelas que acercan y fusionan esa estética pop con una esfera cultural e intelectual que le gana terreno. En El día del Watusi, por ejemplo, coexisten referencias a Vicente Huidobro, Valle-Inclán y Ángel Ganivet con el cine y la música de los años setenta y ochenta, y en El Secreto de las Fiestas los videojuegos comparten espacio con una reflexión antropológica de inspiración nietzscheana. El humor y la sátira social son constantes en las novelas de Francisco Casavella, como instrumentos vinculados a una concepción de la literatura entre lúdica e intelectual. 
Gran parte de la narrativa de Francisco Casavella se acerca a la literatura picaresca, género que también practicaron los dos referentes del autor: Juan García Hortelano y Saul Bellow. Entre sus influencias, conviene citar también a Thomas Pynchon, Joseph Conrad, Philip K. Dick, James Joyce y Vladimir Nabokov. También fue un ávido lector de literatura española, con especial admiración por Pío Baroja, por Leopoldo Alas y por el Lazarillo de Tormes. 

### Novelas
- El triunfo (1990, Versal) (2017, Anagrama), Premio Tigre Juan de novela
- Quédate (1993, Ediciones B)
- Un enano español se suicida en Las Vegas (1997, Anagrama)
- El secreto de las fiestas (1997, Anaya) (2018, Anagrama)
- Trilogía El día del Watusi (2002-2003, Mondadori) (2016, Anagrama):
  - El día del Watusi. Los juegos feroces (2002, Mondadori)
  - El día del Watusi. Viento y joyas (2002, Mondadori)
  - El día del Watusi. El idioma imposible (2003, Mondadori)
- Lo que sé de los vampiros (2008, Destino), Premio Nadal 2008

### Artículos y ensayos
- Elevación, elegancia y entusiasmo. Artículos y ensayos (1984-2008) (2009, Galaxia Gutenberg/Círculo de Lectores)

### Guiones de cine
- Antártida (1995, Manuel Huerga), película
- Dues dones (1998, Enric Folch), TV movie

## Adaptaciones cinematográficas
- Volverás (2002, Antonio Chavarrías), adaptación de Un enano español se suicida en Las Vegas. El guion, del propio director, fue nominado al Premio Goya al mejor guion adaptado.
- El triunfo (2006, Mireia Ros), adaptación de El triunfo.
- El idioma imposible (2010, Rodrigo Rodero), adaptación de El día del Watusi. El idioma imposible (3.ª parte de la trilogía). Dedicado a la memoria del escritor.